# Prooedema inscisalis
Prooedema inscisalis är en fjärilsart som beskrevs av Walker 1866. Prooedema inscisalis ingår i släktet Prooedema och familjen Crambidae. Inga underarter finns listade i Catalogue of Life.